# ГШ-6-23
ГШ-6-23 (АО-19, ТКБ-613, Индекс УВ ВВС — 9-А-620) — шестиствольная авиационная 23-мм автоматическая пушка роторной схемы, не имеющей общего со схемой Гатлинга по типу привода с темпом стрельбы 10 тысяч выстрелов в минуту.
Модернизированный образец обозначается ГШ-6-23М (индекс 9-А-768).
Разработка шестиствольной 23-мм пушки АО-19 (ТКБ-613) Тульского КБ приборостроения. Работы возглавлял Василий Грязев. Общее руководство осуществлял Аркадий Шипунов. Общая схема пушки аналогична АО-18, но вместо пневматического стартера применён кассетный пиростартёр с десятью пиропатронами. Серийное производство организовано в 1972 году. Принята на вооружение в 1974 году под обозначением ГШ-6-23 (9-А-620).
Пушка предназначена для поражения как наземных, так и воздушных целей (включая крылатые ракеты). Устанавливается на самолётах МиГ-31, Су-24. Имеет отдачу в откате 5 тонн и в накате 3,5 тонны.
Пушка ГШ-6-23 выполнена по многоствольной схеме автоматики с вращающимся блоком стволов. Стволы с затворами собраны в единый блок и вращаются в неподвижном кожухе вместе с центральной звездой. Затворы, скользящие в продольных направлениях центральной звезды, совершают возвратно-поступательное движение. За один оборот блока стволов каждый из затворов осуществляет перезаряжание, а из стволов последовательно производятся выстрелы. Блок стволов и связанные с ним механизмы совершают непрерывное движение в течение всей очереди. Разгон блока стволов осуществляется пиростартёром газопоршневого типа с использованием штатных пиропатронов ППЛ. Работа автоматики пушки основана на использовании энергии пороховых газов, отводимых из стволов через газоотводные отверстия в газовый двигатель. Управление стрельбой — дистанционное от источника постоянного тока напряжением 27 В.
Для стрельбы из пушки ГШ-6-23М используются 23-мм снаряды с осколочно-фугасно-зажигательной и с бронебойно-зажигательно-трассирующей боевой частью (масса снаряда 200 г). Снаряд 23×115 мм (тип снаряда АМ-23) аналогичны пушке ГШ-23.